# Manuel Aguirre y Monsalbe
Manuel Aguirre y Monsalbe – hiszpański malarz, przedstawiciel romantyzmu w malarstwie. Pochodził z Andaluzji, jednak na stałe osiedlił się w Aragonii, gdzie powstała większość jego dzieł. Na zamówienie kasyna w Saragossie namalował serię wyidealizowanych portretów korony Aragonii.